# Blowing Rock
Blowing Rock è una città degli Stati Uniti d'America situata nella Carolina del Nord, divisa tra la Contea di Watauga e la Contea di Caldwell.